# リッキ・エ・ポーヴェリ
リッキ・エ・ポーヴェリ（イタリア語：i Ricchi e Poveriあるいはi Ricchi & Poveri、日本語ではリッキ・エ・ポヴェリ、リッキとポーヴェリなどとも表記）は、イタリアのジェノヴァで1968年にデビューしたポップミュージックグループで、イタリアを代表する歌手グループのひとつである。1978年にはイタリア代表としてユーロビジョン・ソング・コンテストに出場し『Questo amore（日本語題：クエスト・アモーレ）』を歌唱した。またサンレモ音楽祭にもたびたび参加して、2位に2回（1970年と1971年）、5位に1回（1981年）ランクインし、そして1985年には『Se m'innamoro（日本語題：恋に落ちて）』で出場し優勝した。また、1970年と80年に出したレコードはそれぞれ2千万枚以上を売り上げ、イタリアでも海外でも1位にランクするという大ヒットを記録している。
リッキ・エ・ポーヴェリの歌のなかで最も代表的であるといえるものは、サンレモに出場した2曲、すなわち1971年の『Che sarà（日本語題：ケ・サラ）』と1981年の『it:Sarà perché ti amo（日本語題：サラ・ペルケ・ティ・アモ）』である。後者は、1985年のフランス映画『L'effrontée（日本語題：なまいきシャルロット）』のテーマソングに用いられたほか、2008年にメキシコの歌手タリアがスペイン語でカバーし、アルバム『Lunada』に収めている。このほかにも、『Coriandoli su noi』『Mama』『Come vorrei』『Piccolo amore』などの歌が、人気テレビ番組のオープニング曲に用いられている。
グループメンバーは、以下の4人である。
- アンジェラ・ブランバーティ（Angela Brambati、ジェノヴァ出身、1947年10月20日生）
- アンジェロ・ソットジュー（Angelo Sotgiu、サルディーニャ島のトリニタ・ダグルトゥ・エ・ヴィニョーラ出身、1946年2月22日生）
- フランコ・ガッティ（Franco Gatti、ジェノヴァ出身、1942年10月4日 - 2022年10月18日[3]）
- マリーナ・オッキエーナ（Marina Occhiena、ジェノヴァ出身、1950年3月10日生）

## 経歴

### 結成
リッキ・エ・ポーヴェリは、デビュー当時は男声2人、女声2人のカルテットであった。米国のボーカルグループで最も一般的にみられる形式を真似たものである。デビュー時のメンバー4人のうち、3人がジェノヴァ出身だった。結成時のメンバーは次の通りである。
- フランコ・ガッティ
- アンジェラ・ブランバーティ
- マリーナ・オッキエーナ
- アンジェロ・ソットジュー

ソットジューとガッティは、もとはイ・ジェッツ (i Jets)というバンドに所属しており、このバンドで1963年から1964年の間にITVレーベルで、彼らにとって初めてのレコード録音になる4枚の45回転レコードをリリースしている。

### 初期の歩み
1966年に、イ・ジェッツでパーカッションを務めていたジャンニ・ベッレーノ (Gianni Belleno)が別のバンド、New Trolls (it)に参入するために脱退したのがきっかけで、イ・ジェッツは解散してしまった。ソットジューとガッティは、ビート族のグループ「イ・プレイストリーチ (I Preistorici)」の歌手アンジェラ・ブランバーティ（1963年からソットジューと婚約していた）と出会ったのをきっかけに、米国のママス&パパスをモデルとしたカルテットグループを結成することを決断した。1967年にそのアイディアが実現したが、それは、アンジェラの友人でいくぶん若くやはり歌手であるマリーナ・オッキエーナに出会ったすぐ後のことだった。
ローマのシンガーソングライター、フランコ・カリファーノ (it:Franco Califano)の好意により、グループは現在でも使用されている『Ricchi e Poveri』ないし『Ricchi & Poveri』の名称をつけてもらった（この名称は「富める者たちと貧しき者たち」を意味する）。グループのデビューは1968年のイタリアの歌唱コンテスト『カンタジーロ（it:Cantagiro）』で、デビューナンバーは米国のポップス曲『Everlasting love (en)』のイタリア語カバー『L'ultimo amore』であった。同年に出た彼らの最初のアルバムには、上記のカバー曲のほかに、『Un amore così grande』と題のついた作品も収録されていた。続いて録音した作品は、カリファーノがビージーズの楽曲をイタリア語に訳したカバー曲『La mia libertà』であったが、これはリッキ・エ・ポーヴェリの作品として確固たるものになった。1969年には新しいシングル『Si fa chiara la notte』が出たが、裏面にはソットジューとガッティが書いた『Era mercoledì』が入っていた。
1970年には、サンレモ音楽祭に初参加し、ニコラ・ディ・バリ (it:Nicola Di Bari)と組んで『La prima cosa bella（日本語題：愛の贈り物）』を歌って2位になった。この歌は、アポロレコードレーベルから発売された、グループ名と同じ『Ricchi e Poveri』のタイトルのアルバムに入っている。同じ年に、45回転レコードをもう2枚リリースした。『Primo sole primo fiore』と『In questa città』で、いずれも同じサンレモのアルバムから抜粋されたものである。
1971年には、サンレモ音楽祭の新人部門で2位になるという新たな地位を手に入れた。このときの歌が、ホセ・フェリシアーノとともに歌唱した『ケ・サラ』である。同年末にはアルバム『Con l'aiuto del Signore』をリリースしたが、これには有名な『アメイジング・グレイス』のカバー『Amici miei』が含まれていた。1972年には、著名な製菓企業フェレロの製品のFiestra Snackの協賛で、サンレモ音楽祭に戻ってきた。トリノのミュージシャンのロマーノ・ベルトラ (it)の筆に成る、示唆に富んだ題名の歌『Un diadema di ciliegie（日本語題：桜の少女）』がこのとき彼らの歌った歌であり、11位止まりで、サンレモでこれまでに歌った2曲に並ぶ結果を出さなかったものの、カルテットの素晴らしい歌声によりヒットした。
1973年は、リッキ・エ・ポーヴェリにとって非常に意味深い年であった。連続出場で4回目になる年初のサンレモでは、『Dolce frutto（日本語題：愛の果実）』の歌で4位に就いた。ブルガリアでは、シンプルに『Concerto live』と題をつけたライブアルバムのEPレコードを出した。番組『Un disco per l'estate』の出演時には、『Piccolo amore mio』を歌った。最後に、秋にテレビの歌謡ショー『カンツォニッシマ (Canzonissima)』に出場し、『Penso, sorrido e canto（日本語題：ほほえみに歌を）』で2位に順位付けられた。
1974年には、ピッポ・バウドによって編成された演劇プロジェクト『Teatro Music Hall』に参加することになり、イタリア全土を回った。ショーの題名は、上記の歌『Penso, sorrido e canto』にちなんだものである。このショーの間に、リッキ・エ・ポーヴェリはいくつものミュージカルや演劇に出場する機会があった。中でも優れた成功を収めたのは、『キャバレー』でライザ・ミネリの配役を演じたアンジェラであった。

### 成功
1974年には、オペレッタ『No no, Nanette』のテレビ用縮小版に出演した。またテレビ番組『Tante Scuse』（歌『Non pensarci più』が番組のエンディングテーマになった）のキャストにも加わった。この番組出演で成功を収めたため、リッキ・エ・ポーヴェリは同番組の新エディション『Di nuovo tante scuse』に出演することと、同番組の新しいエンディングテーマ『Coriandoli su di noi』を歌うことになり、これは素晴らしい成功を収めた。
1976年には、初めての英語の歌『Love will come』を録音した。また、アルバム『I musicanti』からの曲『Due storie dei musicanti』（作者はセルジョ・バルドッティとルイス・エンリケス・バカロフ）でサンレモ音楽祭に参加した。この年のサンレモ出場時、アンジェラは妊娠していたが、音楽祭の数ヵ月後に長男のルーカを出産した。同年と翌年には、ヴァルテル・キアリ (it:Walter Chiari)の演劇ツアーに参加した。また1977年には、古い歌の『Ma se ghe pensu』の再録を含む、リグリア方言の歌の入ったアルバムを出した。
1978年には、同名のアルバムに収録されている歌『Questo amore』で、イタリア代表としてユーロヴィジョンに出場した。1979年には、オッキエーナとソットジューとガッティの作になる歌『Mama』が、番組『Jet Quiz』のテーマ曲になった。
1980年には、カルテットとしては最後になるアルバム『Come eravano』を出版した。このアルバムには、『La stagione dell'amore』『Somebody to love』『Goodbye my love』『Walking love』といった、トト・クトゥーニョが書きマッツ・ビョルクルントがアレンジした楽曲が収録されているほか、フランスの有名な歌『Et maintenant（「そして今は」の日本語題で知られる）』を英語とイタリア語の両方でカバーした『E no, e no』も入っている。
同年、リッキ・エ・ポーヴェリはラジオ局のラジオ・モンテカルロ (it:Radio Monte Carlo)とツアーを実行し、スペインで大きな成功を収めた。スペイン語でのコレスポンデント版アルバム『La estación del amor』を出したが、タイトルトラックのほか、『Goodbye my love』のスペイン語版である『Adiós mi amor』が入っている。またこの年、ラテン諸国で、アルバム『Ricchi e Poveri』の1978年の海外版をリタイトルしたアルバム『Una musica』をリリースしている（ジャケットには翻訳されたタイトルのみを載せているが、歌はすべてイタリア語である。同じ曲が同じ順番で入っているので、1978年のものと実質同じである。）

### マリーナ・オッキエーナの脱退
1981年に、マリーナ・オッキエーナがグループを脱退した。アンジェラとの強い対立が原因となり、ソリストになる冒険をしようと試みたのである。マリーナの脱退があったにもかかわらず、リッキ・エ・ポーヴェリは解散することなく、成功を得続けた。それどころか、さらに大きな成功をものにしたのである。というのも、1981年に、『Sarà perché ti amo』でサンレモ音楽祭の新人部門に入賞したからである。5位ではあったが、この歌は週別順位で10週間頂点の座につき続け（トップ10には19週間とどまっていた）、この年のイタリアのシングルで最も売れたタイトルの名誉を獲得した。 
歌『Come vorrei』(1981年)と『Piccolo amore』 (1982年)は、トリオとして歌唱された初めてのレコードに含まれていたものであるが、
いずれも有名な番組『Portobello』（司会者はジェノヴァ出身のエンツォ・トルトーラ (it)である）の第二期のエンディングテーマとして使われるようになった。『Come vorrei』は、サンレモの1981年の出場曲『Sarà perché ti amo』やそのB面の『Bello l'amore』、またトリオとしてのレパートリーのうちの多くの曲と同様に、マリーナ・オッキエーナ脱退後の最初の33回転アルバム『E penso a te』の収録曲になった。
シングル『M'innamoro di te』『Sarà perché ti amo』『Come vorrei』以外にも、4番目のシングル『Made in Italy（日本語題：メイド・イン・イタリー）』（国際版のダンス曲で、魅惑的な繰り返しがあり、よくできた調性の交絡があり、三人のボーカルが次々にかわるがわる歌い、抗えないリズムをもつ）が発売されて、LP版は文字通りランキングを一掃したが、アルバムから複数枚のシングルを出すこの方法は、販促シングル版や45回転レコードからのプロモーション楽曲を出すという古くからのイタリアの伝統に逆らったプロモーション方法であった。たぶんサンレモ、フェスティヴァルバルや当時のほかのショー（Vota la Voce, Saint Vincentなど）など出版の動機になったイベントへの参加として正当化されたものであろう。
『Mamma Maria（日本語題：マンマ・マリア）』『Voulez vous danser』『Ciao Italy, ciao amore』など、数々の歌とさまざまなアルバムがこの成功に続いた。
1985年には、リッキ・エ・ポーヴェリはサンレモ音楽祭で『Se m'innamoro（日本語題：恋に落ちて）』を歌い、初めて1位になった。1988年には、遺伝子工学に反対する内容の、やや議論を呼んだウンベルト・バルサモ (it)作の歌『Nascerà Gesù』で再び参加した。90年代には全国テレビ放送で大いなる成功を収め、同様に国際商業的にも大いなる成功を収めた（とりわけ思い出されるのが、44のコンサートでチケットが完売になったロシアツアーでの凱旋である）。ほかのアルバム、シングル、コンピレーション・アルバムも高い売れ行きを示している。とくにコンピレーション・アルバムは公式・非公式やイタリア・外国を問わず驚くべきスピードで次々にリリースされ、正確なディスコグラフィーを定めるのがほとんど不可能な状態である。

### 新世紀
1999年には、新作のレコードをリリースした。ヒット曲数曲と未発表曲6曲を収めたコンピレーション・アルバム『Parla col cuore』である。2004年には、音楽リアリティ番組『Music Farm』の初回放送に出演し、驚くべきことにロレダーナ・ベルテ (it:Loredana Berté)の挑戦に勝利し、最終順位で3位に就いた。番組中でリッキ・エ・ポーヴェリが歌った中で最も評価の高かった楽曲は、ダニエーレ・シルヴェストリ (it:Daniele Silvestri)の楽曲『Salirò』で、ベルテとのデュエットで歌った『サラ・ペルケ・ティ・アモ』とともに、放送終了時にコンピレーション・アルバムに収録された。この楽曲のシングルリリースを強く望んだのはベルテである。コンピレーション・アルバム『Music Farm』は、クラウディオ・バッリョーニ (it:Claudio Baglioni)の古い歌『Poster』の、リッキ・エ・ポーヴェリによるカバーも収めている。
彼らの成功を収めた歌のほとんどは、イタリアの優れた二人のアーティスト、クリスティアーノ・ミネッローノ (it:Cristiano Minellono)とダリオ・ファリーナ (Dario Farina)によって書かれている。
現在、彼らの新作アルバムの制作が進行中であるが、公式の発売日は発表されていない。

## ディスコグラフィー

### アルバムの一覧
カッコ内はレーベル名と簡単な説明。
- 1970年 - Ricchi e Poveri（アポロレコード）
- 1970年 - L'altra faccia dei Ricchi e Poveri （CGD、これまでに出した45回転レコードと、『Al moro』『Carlo e Gino』『Che dolore l'amore è quello che è』の曲を収録）
- 1971年 - Che sarà（日本語題『ケ・サラ』、アポロレコード）
- 1971年 - Con l'aiuto del signore（アポロレコード、1971年にリリースしたシングルと『Ciao Duca』を収録）
- 1972年 - Un diadema di successi（アポロレコード）
- 1973年 - Concerto live（RCA Italiana、ブルガリアで出したライブアルバム）
- 1974年 - Ricchi e Poveri con Penso, sorrido e canto（フォニット・チェトラ）
- 1976年 - Ricchi & Poveri（フォニット・チェトラ、アルバム）
- 1976年 - I musicanti（フォニット・ツェトラ）
- 1978年 - Ricchi & Poveri （フォニット・チェトラ、シングル収録版）
- 1978年 - Questo amore（フォニット・チェトラ）
- 1980年 - Una musica（イスパヴォクス、1978年の『Ricchi & Poveri』のスペイン語版)
- 1980年 - Come eravamo（ベビーレコード、カルテットとして最後に出したアルバム）
- 1980年 - La estación del amor（ベビーレコード、『Come eravamo』をスペイン語版でスペインで出したもの)
- 1981年 - E penso a te（ベビーレコード、トリオとして最初のアルバム）
- 1982年 - Me enamoro de ti（ベビーレコード、アルバム『E penso a te』をスペイン語版でスペインで出したもの)
- 1982年 - I think of you（ベビーレコード、アルバム『E penso a te』を英語版でブルガリアで出したもの)
- 1982年 - Mamma Maria（ベビーレコード）
- 1982年 - Mamma Maria（ベビーレコード、上記の同名アルバムをスペイン語版でスペインで出したもの）
- 1983年 - Voulez vous danser（ベビーレコード）
- 1983年 - Voulez vous danser（ベビーレコード、上記の同名アルバムをスペイン語版でスペインで出したもの）
- 1983年 - Sarà perché ti amo（ベビーレコード、アルバム『E penso a te』のタイトルを変更した再版アルバム）
- 1983年 - Ieri e oggi（ベビーレコード、カルテット当時のシングル版を編纂）
- 1986年 - Dimmi quando（ベビーレコード）
- 1987年 - Pubblicità（ベビーレコード）
- 1987年 - Canzoni d'amore（ベビーレコード、シングルコレクション）
- 1988年 - Nascerà Gesù（チネヴォックス）
- 1988年 - Ricchi & Poveri（フォニット・チェトラ、カバー曲を編纂したもの）
- 1990年 - Buona giornata e...（EMI Italiana）
- 1990年 - Una domenica con te（EMI Italiana）
- 1992年 - Allegro Italiano（EMI Italiana）
- 1994年 - I grandi successi（EMI Italiana）
- 1994年 - I più grandi successi（プル）
- 1994年 - Los grandes exitos（プル、スペイン語版のシングルコレクション）
- 1999年 - Parla col cuore（コッホレコード、未発表曲を6曲収録したコレクションアルバム）
- 1999年 - Friends（ブリリアン、米国版のコレクションアルバム）
- 2001年 - I grandi successi originali（BMG / Flashback）
- 2003年 - Ricchi & Poveri（ワーナー・ブラザース、1978年の同名レコードから『Mama』を除いてCDで再版したもの）
- 2004年 - Music Farm Compilation（NAR International、リッキ・エ・ポーヴェリの歌が3曲収められたコンピレーションアルバム。D.シルヴェストリの『Salirò』およびC.バッリョーニの『Poster』の両カバー曲と、ロレダーナ・ベルテとのデュエットでシングルカットもされた『Sarà perché ti amo』が収められている。）

## サンレモ音楽祭の出場曲
- 1970年 - La prima cosa bella（日本語題：愛の贈り物）- 2位
- 1971年 - Che sarà（日本語題：ケ・サラ）- 2位
- 1972年 - Un diadema di ciliegie（日本語題：桜の少女）- 11位
- 1973年 - Dolce frutto（日本語題：愛の果実）- 4位
- 1976年 - Due storie di musicanti - 13位
- 1981年 - Sarà perché ti amo（日本語題：サラ・ペルケ・ティ・アモ）- 5位
- 1985年 - Se m'innamoro（日本語題：恋に落ちて）- 1位
- 1987年 - Canzone d'amore - 7位
- 1988年 - Nascerà Gesù - 9位
- 1989年 - Chi voglio sei tu - 8位
- 1990年 - Buona giornata - 8位
- 1992年 - Così lontani - 決勝進出せず